# Grand Prix USA 1969
Grand Prix USA 1969 (oficiálně XII United States Grand Prix) se jela na okruhu Watkins Glen International ve Watkins Glen v New Yorku ve Spojených státech amerických dne 5. října 1969. Závod byl desátým v pořadí v sezóně 1969 šampionátu Formule 1.

## Závod
| Poř.   | No. | Jezdec               | Konstruktér  | Počet kol | Čas/Odstoupení  | Pořadí na startu | Body |
| ------ | --- | -------------------- | ------------ | --------- | --------------- | ---------------- | ---- |
| 1      | 2   | Jochen Rindt         | Lotus-Ford   | 108       | 1:57:56.84      | 1                | 9    |
| 2      | 18  | Piers Courage        | Brabham-Ford | 108       | + 46.99         | 9                | 6    |
| 3      | 14  | John Surtees         | BRM          | 106       | + 2 kola        | 11               | 4    |
| 4      | 8   | Jack Brabham         | Brabham-Ford | 106       | + 2 kola        | 10               | 3    |
| 5      | 12  | Pedro Rodríguez      | Ferrari      | 101       | + 7 kol         | 12               | 2    |
| 6      | 19  | Silvio Moser         | Brabham-Ford | 98        | + 10 kol        | 17               | 1    |
| NC     | 16  | Johnny Servoz-Gavin  | Matra-Ford   | 92        | Neklasifikován  | 15               |      |
| Ret    | 1   | Graham Hill          | Lotus-Ford   | 90        | Nehoda          | 4                |      |
| Ret    | 7   | Jacky Ickx           | Brabham-Ford | 77        | Motor           | 8                |      |
| Ret    | 22  | George Eaton         | BRM          | 76        | Motor           | 18               |      |
| Ret    | 4   | Jean-Pierre Beltoise | Matra-Ford   | 72        | Motor           | 7                |      |
| Ret    | 5   | Denny Hulme          | McLaren-Ford | 52        | Převodovka      | 2                |      |
| Ret    | 3   | Jackie Stewart       | Matra-Ford   | 35        | Motor           | 3                |      |
| Ret    | 21  | Pete Lovely          | Lotus-Ford   | 25        | Hřídel          | 16               |      |
| Ret    | 15  | Jackie Oliver        | BRM          | 23        | Motor           | 14               |      |
| Ret    | 10  | Jo Siffert           | Lotus-Ford   | 3         | Palivový systém | 5                |      |
| Ret    | 9   | Mario Andretti       | Lotus-Ford   | 3         | Zavěšení        | 13               |      |
| DNS    | 6   | Bruce McLaren        | McLaren-Ford | 0         | Motor           | 6                |      |
| Zdroj: |     |                      |              |           |                 |                  |      |

## Průběžné pořadí po závodě
Pohár jezdců
|        | Pořadí | Jezdec         | Body |
| ------ | ------ | -------------- | ---- |
|        | 1      | Jackie Stewart | 60   |
|        | 2      | Jacky Ickx     | 31   |
|        | 3      | Bruce McLaren  | 26   |
| 3      | 4      | Jochen Rindt   | 22   |
| 1      | 5      | Graham Hill    | 19   |
| Zdroj: |        |                |      |

Pohár konstruktérů
|        | Pořadí | Konstruktér  | Body    |
| ------ | ------ | ------------ | ------- |
|        | 1      | Matra-Ford   | 63      |
| 1      | 2      | Lotus-Ford   | 47      |
| 1      | 3      | Brabham-Ford | 45      |
|        | 4      | McLaren-Ford | 29 (31) |
|        | 5      | Ferrari      | 7       |
| Zdroj: |        |              |         |